# Ромита, Джузеппе
Джузеппе Ромита (итал. Giuseppe Romita; 7 января 1887, Тортона, Королевство Италия — 15 марта 1958, Рим, Италия) — итальянский государственный деятель, министр внутренних дел Италии (1945−1946).

## Биография
Родился в бедной крестьянской семье. Осенью 1907 года поступил в Туринский политехнический университет, параллельно давая частные уроки по математике для финансирования своей учебы.
В 1903 году вступил в ряды Социалистической партии Италии (ИСП), став членом исполкома местного отделения Итальянской социалистической федерации молодёжи в Турине и корреспондентом её печатного органа «Авангард». В 1911 году стал секретарём туринского отделения ИСП, в 1914 году был избран в городской совет Тортоны. Участвовал в «хлебных бунтах» в августе 1917 года.
После окончания Первой мировой войны в 1919 года был избран в парламент. В январе 1921 года после «раскола Ливорно», предпочел остаться в ИСП, а в мае того же года он был переизбран в парламент. Оставался его депутатом до ноября 1926 года, когда фашистское правительство распустило политические партии. После этого многие итальянские социалисты перебрались в Париж, оставшийся на родине Ромита был арестован в ноябре 1926 года и приговорён к пяти годам лишения свободы. После условного освобождения в 1929 году был исключён из «Реестра инженеров».
Вернувшись в 1930 году в Турин, он попытался организовать профсоюзное движение, но был вновь арестован и в августе 1931 года приговорён к заключению на Вероли. После освобождения в июне 1933 года поселился в Риме. Там он вновь собрал вокруг себя группу социалистов и сумел сохранить социалистическое движение, секретарь ИСП (1942—1943). В 1943 году вместе с Пьетро Ненни стоял у истоков создания Итальянской социалистической партии пролетарского единства.
В 1944 году был избран вице-президентом Палаты депутатов.
Занимал ряд руководящих должностей в правительстве Италии:
- июнь-декабрь 1945 года — министр общественных работ,
- 1945—1946 годах — министр внутренних дел Италии. На этом посту его главной задачей было проведение референдума о будущем монархии (1946). Был одним из тех, кто добился принятия именно всенародного решения, а не вынесения данного вопроса на рассмотрение Учредительного собрания. Убеждённый республиканец он впоследствии обвинялся монархистами в фальсификациях при проведении голосования, после того как его итоги были обнародованы по результатам трёхдневных консультаций. Как пояснил сам министр, это было связано с тем, чтобы обеспечить общественный порядок, когда на смену первым промонархическим данным с юга страны пришли республиканские — с севера.
- 1946—1947 годах — министр общественных работ,
- февраль-май 1947 года — министр труда и социальной защиты,
- 1954—1957 годах — министр общественных работ Италии. На этом посту внёс значительный вклад в реализацию программ строительства дорог, социального жилья, водопроводов и укрепления итальянских портов. Он был сторонником создания сети инфраструктуры, которая имела решающее значение для «Итальянского экономического чуда» (1958—1963).

В 1949 году возглавил часть левых членов Социалистической рабочей партии, которые покинули её и вместе с некоторыми умеренными членами Социалистической партии и основали Единую социалистическую партию, которую политик сам и возглавил. Затем после ряда объединительных процедур вошёл в руководство Итальянской демократической социалистической партии.
В 1956 году был избран муниципальным советником в Риме и Турине. Продолжая работать над задачей объединения социалистических сил, на конгрессе в Милане (1957) был избран в центральный комитет социал-демократов.
В 1958 году скоропостижно скончался от инфаркта.